# Kupfer(II)-tartrat
Als Kupfer(II)-tartrat bezeichnet man das Kupfer(II)-Salz der Weinsäure. Resultierend aus der Stereochemie der Weinsäure existieren drei Stereoisomere. Das sind das Enantiomerenpaar Kupfer(II)-L-tartrat und Kupfer(II)-D-tartrat, sowie das Kupfer(II)-meso-tartrat. Es handelt sich um bläuliche Kristalle oder Pulver, die als Komplexverbindungen vorliegen. Die Salze besitzen eine 1:1-Stöchiometrie hinsichtlich der Kupfer- und Tartrationen mit CuC4H4O6. In wässriger Lösung existieren noch Kupfer-Tartrat-Komplexe mit einer Stöchiometrie von 1:2 bis 1:6. Das Nachweisreagenz der Fehling-Probe enthält ebenfalls einen Kupfer-Tartrat-Komplex.

## Geschichte
Johann Rudolph Glauber entdeckte Kupfer(II)-tartrat und beschrieb es erstmals.

## Darstellung
Die Herstellung der Kupfer(II)-tartrate erfolgt durch die Umsetzung von Kupfer(II)-Salzen mit der entsprechenden Weinsäure. Kupfer(II)-L-tartrat kann durch eine Fällung aus wässriger Kupfer(II)-acetat-Lösung mit L-Weinsäure erhalten werden. Die Herstellung gelingt auch aus Kupfer(II)-chlorid-Lösungen. Kupfer(II)-D-tartrat und Kupfer(II)-meso-tartrat wurden durch langsame Verdampfungskristallisation aus Lösungen aus basischen Kupfer(II)-carbonat und D- bzw. meso-Weinsäure gewonnen. Alle Salze fallen dabei als Trihydrate an. Ein hydratwasserfreies Salz kann aus Dinatriumtartrat- und Kupfer(II)-chloridlösungen erhalten werden. Der durch Erhitzen am Wasserbad gewonnene Niederschlag wird im Exsikkator über trockenem Calciumchlorid aufbewahrt.Industriell wird es in geringen Mengen aus Weinstein (Kaliumhydrogentartrat) mit Natronlauge und Kupfersulfat gewonnen.

## Eigenschaften

### Physikalische Eigenschaften
Alle Kupfer(II)-Tartrate liegen bei Raumtemperatur als Trihydrate vor. Einkristalluntersuchungen ergaben für das Kupfer(II)-meso-tartrat-Trihydrat ein orthorhombisches, für das Kupfer(II)-D-tartrat-Trihydrat ein monoklines Kristallgitter. Für das Kupfer(II)-L-tartrat-Trihydrat wurde ein orthorhombisches Kristallgitter gefunden. Da das L- und D-Tartrat ein Enantiomerenpaar darstellt, sollten für beide Stereoisomere eine orthorhombische und eine monokline, polymorphe Kristallstruktur möglich sein. Mittels Röntgenbeugungs-Einkristalluntersuchungen konnte eine polymere Komplexstruktur [Cu2(C4H4O6)2(H2O)2]·4H2O}∞ festgestellt werden, in der jedes Kupfer(II)-ion oktaedrisch mit sechs Sauerstoffatomen jeweils von einem Wassermolekül und drei Tartrationen koordiniert ist. Die beiden Tartrationen in der [Cu2(C4H4O6)2(H2O)2]-Komplexstruktur haben eine unterschiedliche Koordination zu den Kupferionen, eines ist mit fünf Tartratsauerstoffatomen, das andere mit sechs Tartratsauerstoffatomen gebunden.
Die Kupfer(II)-tartrate sind gut in Wasser löslich und ergeben deutlich blau gefärbte wässrige Lösungen. 
In wässrigen Lösungen können Kupfer(II)-tartrat-Komplexe mit verschiedener Stöchiometrie vorliegen. Das Kupfer-Ion wird dabei von einem bis sechs Tartrat-Ionen umgeben, die sich jeweils mit der Carboxygruppe zum Kupfer orientieren.

### Chemische Eigenschaften
Kupfer(II)-tartrat reagiert mit einigen organischen Reagenzien als Oxidationsmittel. Dabei wird das Kupfer(II)-Ion zum Kupfer(I)-Ion reduziert. Im Beisein von Hydroxid-Ionen können zum Beispiel Aldehyde selektiv oxidiert werden. Durch die Komplexbildung mit Tartrat wird hierbei die Ausfällung von Kupfer(II)-hydroxid verhindert, das die Reaktion stören würde. Aus dem Kupfer(I)-Ion entsteht rotes Kupfer(I)-oxid:
{\displaystyle \mathrm {2\ Cu^{2+}+R-CHO+5\ OH^{-}} }{\displaystyle \mathrm {\longrightarrow Cu_{2}O+R-COO^{-}+3\ H_{2}O} }
Reaktion mit Aldehyden
Beim Erhitzen in der Thermowaage wird ab 200 °C ein Massenabbau beobachtet. Der Rückstand besteht aus Kupfer(I)-oxid.

## Verwendung
Verwendet wird Kupfer(II)-tartrat in Verbindung mit Natronlauge in der organischen Chemie, um Aldehyde oder reduzierende Zucker nachzuweisen (Fehling-Probe über Bildung alkalischer Kupfertartratlösung) oder um Formaldehyd in Gaswaschflaschen zu absorbieren. Dieses wird zu Ameisensäure oxidiert und ist damit nicht mehr giftig:
{\displaystyle \mathrm {2\ Cu^{2+}+H_{2}CO+5\ OH^{-}\longrightarrow Cu_{2}O+HCOO^{-}+3\ H_{2}O} }
Oxidation von Formaldehyd

Nachweis von D-Glucose über Oxidation
Kupfer(II)-tartrat ist ein ähnlich mildes Oxidationsmittel wie Silber(I)-diammin.
Eine Thermolyse von Mischkristallen aus Kupfer(II)-tartrat und Zink(II)-tartrat ergibt für die Methanolsynthese aus Synthesegas relevante Kupfer/Zinkoxid-Katalysatoren.